# Naissance en 1284
Naissance
- 1280
- 1281
- 1282
- 1283
- 1284
- 1285
- 1286
- 1287
- 1288

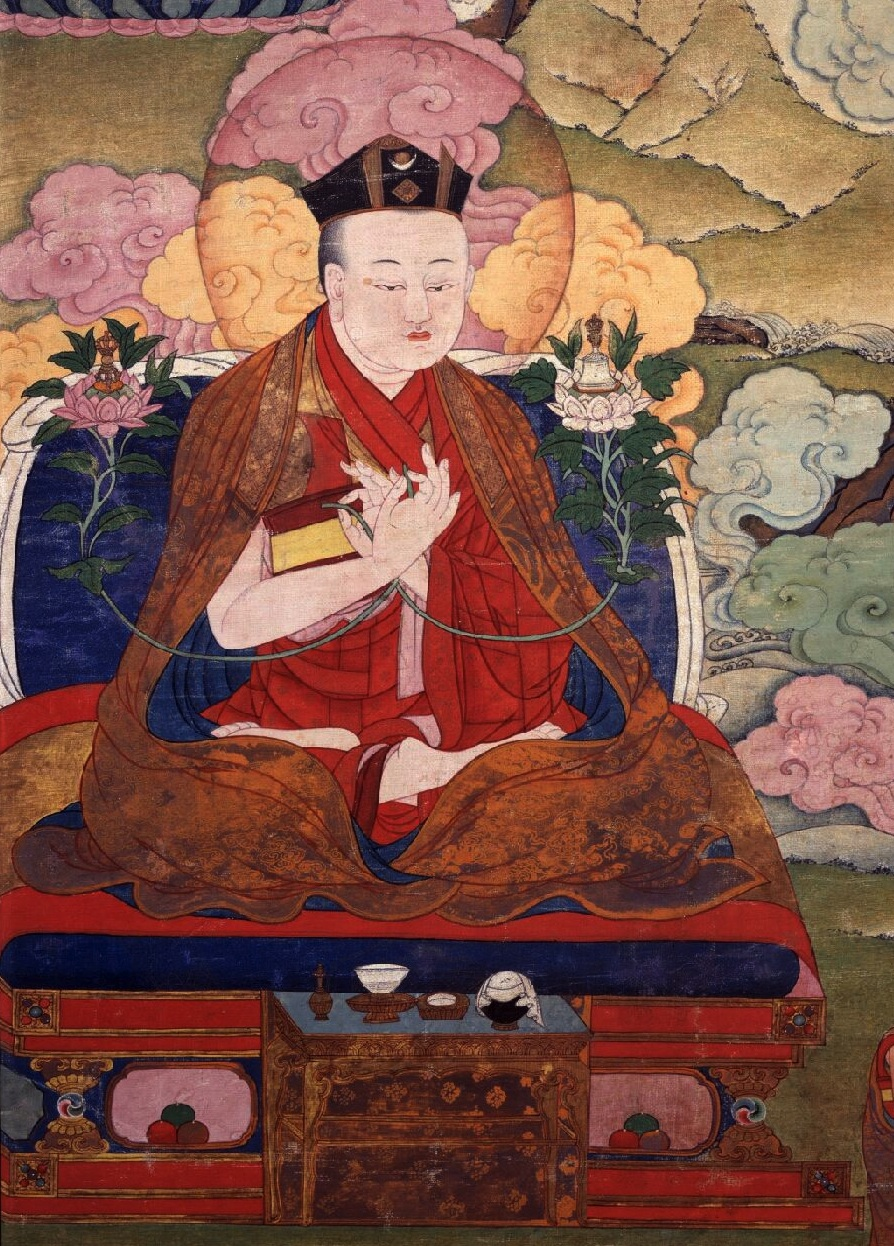
Rangjung Dorje, né en 1284.

Cette page dresse une liste de personnalités nées au cours de l'année 1284 :
- 27 janvier : Rangjung Dorje, 3e Karmapa.
- 25 avril : Édouard II d'Angleterre, roi d'Angleterre et seigneur d'Irlande, duc d'Aquitaine, prince de Galles.
- 26 avril : Alice de Toeni, comtesse de Warwick, Lady Zouche de Mortimer.

- Jean Ier de Hollande, comte de Hollande.
- Jean Ier de Montmorency, seigneur de Montmorency.
- Édouard de Savoie, dit « le Libéral », comte de Savoie, d'Aoste et de Maurienne.
- Gusai, moine japonais zen et poète du genre renga.
- Rodolphe Ier de Saxe, duc de Saxe-Wittenberg.
- Simone Martini, peintre siennois, élève de Duccio.
- Saw O, troisième souverain du Royaume d'Hanthawaddy, en Basse-Birmanie.
- Stefan Uroš III Dečanski, roi de Serbie.

## Crédit d'auteurs
- Cet article est partiellement ou en totalité issu de l'article intitulé « 1284 » (voir la liste des auteurs).